# روبرت جورج (مجدف)
روبرت جورج هو مجدف بلجيكي، ولد في 4 أكتوبر 1932 في لياج في بلجيكا.

## وصلات خارجية
- روبرت جورج على موقع الاتحاد الدولي للتجديف (الإنجليزية)
- روبرت جورج على موقع أوليمبيديا (الإنجليزية)